# Cavia
Cavia је род животиња из породице Caviidae. Најпознатији представник овог рода је морско прасе.

## Врсте
- Cavia aperea
- Cavia fulgida
- Cavia intermedia
- Cavia magna
- Cavia porcellus
- Cavia tschudii
- Cavia anolaimae
- Cavia guianae
- Cavia patzelti